# Upplands runinskrifter Fv1955;222
Upplands runinskrifter Fv1955;222 är en vikingatida ristad sten av granit i Långtora kyrka, Långtora socken och Enköpings kommun. Ristningen är rent ornamental och innehåller avbildningar av ett skepp bemannat av tre figurer, en mansfigur och ett kors. Stenen är ristad på två sidor och är 1,65 meter hög och 0,4 meter tjock. Stenen hittades 1955 i samband med en restaurering av Långtora kyrka. Den fanns under markytan i sakristians östra mur. Stenen förvaras i kyrkans vapenhus. Dess ursprungliga plats är okänd, men den har troligen funnits nära kyrkan då den använts som byggnadsmaterial.